# Stazione di Hon-Atsugi
La stazione di Hon-Atsugi (本厚木駅?, Hon-Atsugi-eki) è una stazione ferroviaria situata nella città di Atsugi, nella prefettura di Kanagawa, in Giappone, e serve la linea Odakyū Odawara delle Ferrovie Odakyū. Spesso viene chiamata Hon'atsu (本アツ?) dagli utilizzatori.

## Linee
Ferrovie Odakyū
● Linea Odakyū Odawara

## Struttura
La stazione è realizzata su viadotto, con due marciapiedi a isola e quattro binari passanti. Il fabbricato dispone di scale mobili e ascensori, per consentire l'utilizzo della stazione anche alle persone dotate di mobilità ridotta.
| 1-2 | ● Linea Odakyū Odawara | per Hadano, Odawara e Hakone-Yumoto      |  |
| 3-4 | ● Linea Odakyū Odawara | per Sagami-Ōno, Shinjuku e linea Chiyoda |  |

## Stazioni adiacenti
| «                    | Servizio                 | »                    |
| Linea Odakyū Odawara | Linea Odakyū Odawara     | Linea Odakyū Odawara |
| -------------------- | ------------------------ | -------------------- |
| Atsugi               | Semiesp. sezionale       | Capolinea            |
| Atsugi               | Locale Semiespresso      | Aikō-Ishida          |
| Ebina                | Espresso rapido Espresso | Aikō-Ishida          |